# Hildegart Döring
Hildegart Döring (* 13. Mai 1907 in Berlin; † 3. November 1983 ebenda) war eine deutsche Politikerin (SPD).
Hildegart Döring besuchte ein Lyzeum und machte am Berliner Abendgymnasium das Abitur. Sie war Redakteurin und Pressereferentin im Zentralinstitut für Erziehung und Unterricht in der „Zentralstelle für Schulfunk“ der Reichs-Rundfunk-Gesellschaft. Am 19. Juli 1937 beantragte sie die Aufnahme in die NSDAP und wurde rückwirkend zum 1. Mai desselben Jahres aufgenommen (Mitgliedsnummer 4.361.570).
Nach dem Zweiten Weltkrieg wurde Döring zunächst Pressereferentin bei der französischen Kommandantur und wechselte später in das Bezirksamt Wedding. 1949 trat sie der SPD bei. Ab 1963 leitete sie die Pressestelle im Bezirksamt Wedding. Im selben Jahr rückte Döring in das Abgeordnetenhaus von Berlin nach, da Ernst Sünderhauf weiterhin als Senatsdirektor tätig war. Auch im Juni 1970 rückte sie nun für den zurückgetretenen Schulsenator Carl-Heinz Evers nach. 1975 schied sie aus Altersgründen aus dem Parlament aus.